# Хокей на зимових Олімпійських іграх 1932
Хокейний турнір на зимових Олімпійських іграх 1932 проходив з 4 лютого по 15 лютого 1932 року в місті Лейк-Плесід (США). В турнірі брали участь чотири збірні.
У рамках турніру пройшов 6-й чемпіонат світу.

## Результати
| 4. лютого 1932  | Лейк-Плесід | США       | – | Канада    | 1:2 ОТ (0:0,0:1,1:0,0:0,0:1)     |
| 4. лютого 1932  | Лейк-Плесід | Німеччина | – | Польща    | 2:1 (0:0,1:1,1:0)                |
| 5. лютого 1932  | Лейк-Плесід | США       | – | Польща    | 4:1 (1:0,2:0,1:1)                |
| 6. лютого 1932  | Лейк-Плесід | Канада    | – | Німеччина | 4:1 (2:0,2:0,0:1)                |
| 7. лютого 1932  | Лейк-Плесід | Канада    | – | Польща    | 9:0 (2:0,5:0,2:0)                |
| 7. лютого 1932  | Лейк-Плесід | США       | – | Німеччина | 7:0 (3:0,2:0,2:0)                |
| 8. лютого 1932  | Лейк-Плесід | США       | – | Польща    | 5:0 (1:0,1:0,3:0)                |
| 8. лютого 1932  | Лейк-Плесід | Канада    | – | Німеччина | 5:0 (2:0,1:0,2:0)                |
| 9. лютого 1932  | Лейк-Плесід | Канада    | – | Польща    | 10:0 (5:0,1:0,4:0)               |
| 10. лютого 1932 | Лейк-Плесід | США       | – | Німеччина | 8:0 (2:0,2:0,4:0)                |
| 13. лютого 1932 | Лейк-Плесід | Німеччина | – | Польща    | 4:1 (0:0,2:1,2:0)                |
| 13. лютого 1932 | Лейк-Плесід | США       | – | Канада    | 2:2 ОТ (1:1,1:0,0:1,0:0,0:0,0:0) |

## Підсумкова таблиця
| М | Команда   | І | Пер | Н | Пор | Ш    | О  |
| - | --------- | - | --- | - | --- | ---- | -- |
| 1 | Канада    | 6 | 5   | 1 | 0   | 32:4 | 11 |
| 2 | США       | 6 | 4   | 1 | 1   | 27:5 | 9  |
| 3 | Німеччина | 6 | 2   | 0 | 4   | 7:26 | 4  |
| 4 | Польща    | 6 | 0   | 0 | 6   | 3:34 | 0  |

## Чемпіонат світу (призери)
| Медаль | Збірна    |
| Золото | Канада    |
| Срібло | США       |
| Бронза | Німеччина |